# Euprenolepis helleri
Euprenolepis helleri är en myrart som först beskrevs av Hugo Viehmeyer 1914.  Euprenolepis helleri ingår i släktet Euprenolepis och familjen myror. Inga underarter finns listade i Catalogue of Life.